# Althof (Gemeinde Bockfließ)
Der Althof ist ein herrschaftliches Jagdhaus südlich von Bockfließ in Niederösterreich.
Das im Althofer Wald gelegene, heutige Jagdhaus war früher ein Dominikalhof und bestand aus dem Hof, in dem Schafzucht betrieben wurde, und einem Jägerhaus. Früher befand sich hier der Ort Loimersdorf, der zur Zeit der Kuruzeneinfälle verwüstet und nicht wieder aufgebaut wurde. Der Name Althof bezieht sich auf diesen Ort und seinen einzig erhaltenen Hof.